# VX (химическо оръжие)
VX е името на нервнопаралитичен газ открит случайно от британците през 1952. Използването му е забранено от Конвенцията за забрана на химичните оръжия. VX е изключително токсично синтетично химично съединение в класа на органофосфор, по-специално тиофосфонат. В класа на нервните агенти, той е разработен за военна употреба в химическа война след превод на по-ранни открития на органофосфатна токсичност в пестицидните изследвания. В чиста форма VX е мазна, относително нелетлива течност с кехлибарен цвят. Поради ниската си летливост, VX продължава да съществува в среда, където е разпръсната. VX, кратко за „отровен агент Х“, е най-известният от етери на Tammelin, наречен за член на шведския Национален институт за изследване на отбраната, който първо го изучава. Сега една от по-широка V-серия агенти, те са класифицирани като нервни агенти и са били използвани като химическо оръжие в различни записани смъртоносни атаки. VX смъртни случаи възникват при излагане на десетки микрограма количества чрез вдишване или абсорбиране през кожата; Така VX е по-мощен от сарин, друг нервен агент със сходен механизъм на действие. При такава експозиция тези средства сериозно нарушават сигнализацията на тялото между нервната и мускулната система, което води до продължителна нервно-мускулна блокада, слаба парализа на всички мускули в тялото, включително диафрагмата, и смърт чрез задушаване. Опасността от VX, в частност, е в пряко излагане на химическия агент, който продължава, когато е диспергиран, а не чрез изпаряването му и се разпределя като изпарение (т.е. не е „опасност от изпаряване“). VX се счита за оръжие за отхвърляне на района поради тези физични и биохимични характеристики. Като химическо оръжие тя се категоризира като оръжие за масово унищожение и е забранено от Конвенцията за химическите оръжия от 1993 г., при която производството и складирането на VX над 100 грама годишно е забранено. Единственото изключение е „изследователски, медицински или фармацевтични цели извън един малък обект в съвкупно количество, който не надвишава 10 кг годишно за съоръжение“.

## Физични свойства, симпоми и противоотрова
VX е с ниско молекулно тегло (FW 267), течност при стандартни и при температури на околната среда и тропически условия на околната среда в повечето случаи (т.к. около -51 °C), с плътност около тази на водата. Той е сравнително хидрофобен – с около 100 пъти повече разпределение в октанол, над вода и има относително висока точка на кипене (около 300 °C). В това отношение, като химически военно средство, неговите физични свойства се считат за малко изключителни, тъй като например ниската му волатилност му дава висока устойчивост в околната среда.VX е без мирис и вкус и може да се диспергира като течност, като аерозол или като смес с глина или талк под формата на сгъстен агент.
- Симптоми на отравяне

-главозамаяност
-течащ нос
-главоболие
-затруднено дишане
-гадене
-повръщане
-ниско или високо кръвно
-неконтролируемо изпускане по нужда
-конвулсии
-спазми
-парализа
-спиране на дишането
-кома/безсъзнание
-смърт
Противоотрова
-Атропин
-Пралидоксим хлорид
-Диазепам
Смъртоносна доза – 30 микрограма.

## Механизъм на действие
VX е инхибитор на ацетилхолинестеразата. Тя действа чрез блокиране на функцията на ацетилхолинестеразата (AChE). Обикновено, когато двигателният неврон се стимулира, той освобождава невротрансмитера ацетилхолин (ACh) в пространството между неврона и съседна мускулна клетка. Когато ацетилхолинът се поема от мускулната клетка, той стимулира мускулната контракция. За да се избегне състояние на постоянно свиване на мускулите, ацетилхолинът се раздробява (хидролизира) в неактивните вещества оцетна киселина и холин чрез AChE. VX блокира действието на AChE, което води до натрупване на ацетилхолин в пространството между неврона и мускулната клетка. На молекулярно ниво това води до това продължаващо стимулиране и евентуална умора на всички засегнати мускаринови и никотинови ACh рецептори. Това води до първоначални насилствени контракции, последвани от „продължителна суперконтракция, ограничена до течността (саркоплазмата) на крайната плака на съня и продължителната, деполяризираща невромускулна блокада“. [Това цитирание се нуждае от цитиране] Продължителната блокада води до слаба парализа на всички мускули тялото и такава трайна парализа на диафрагмения мускул, която причинява смърт чрез задушаване. [citation needed]
Натрупването на ацетилхолин в мозъка също предизвиква невронална ексцитотоксичност, поради активирането на никотиновите рецептори и освобождаването на глутамат. Изключителната токсичност на VX се дължи отчасти на факта, че инхибиторът е проектиран да бъде отлична структурна имитация за преходното състояние на естествения субстрат (ацетилхолин) на ацетилхолинестеразата. VX има много висока „скорост“, за да реагира с целевия ензим и да образува стабилна P-O-C връзка (фосфонилиране). Въпреки това, в сравнение с други силно токсични нервни агенти като сомана или сарин, VX претърпява сравнително бавно „стареене“. Стареенето е временно зависима странична реакция (загуба на алкоксилна група), която настъпва върху нервните агенти след фосфонилиране и прави комплекс на нервен агент-ацетилхолинестераза силно резистентен на регенерация от всеки известен антидот. По-бавното стареене от VX предполага, че трябва да е възможно да се развият по-ефективни антидоти и лечения. Реакционните продукти на ацетилхолинестеразата с VX преди и след „стареенето“ на реакцията бяха решени близо до атомна разделителна способност чрез рентгенова кристалография, за да подпомогнат развитието на антидот. Рентгеновите структури разкриват специфичните части на молекулата VX, които взаимодействат с ключови остатъци и под-места на целевия ензим. Структурната кинетика на фосфонилирането, последвана от стареене, също така показва неочаквана конформационна промяна в каталитичната триада, предполагаща „индуцирана“ памет между молекулата VX и ацетилхолинестеразата.

## Медицински аспекти

### Симптоми на експозиция
Ранните симптоми на перкутанна експозиция (контакт с кожата) включват локално потене и мускулни потрепвания в зоната на експозиция, последвани от гадене или повръщане. Ранните симптоми на излагане на VX изпарения включват ринорея (течащ нос) и / или стягане в гръдния кош с недостиг на въздух (бронхиална констрикция). Miosis (определяне на учениците) може да бъде ранен признак на експозиция на агент, но обикновено не се използва като единствен показател за експозиция.

### Токсикология
VX е „особено токсичен нервен агент“. Потенциално фаталната доза е само малко по-висока от дозата, имаща някакъв ефект и ефектите на фаталната доза са толкова бързи, че има малко време за лечение. Средната летална доза (LD50) – експозицията, изисквана за убиване на половината от изследваната популация – както се изчислява за 70 kg човешки мъжки чрез излагане на кожата, се съобщава, че е 10 mg (0.00035 oz), а смъртоносната концентрация (LCt50), измервайки концентрацията на парата на продължителността на изложеното време, се изчислява за VX да бъде 30-50 mg · min / m3.

### Лечение
При лечение на експозиция на VX, основно внимание се отделя на отстраняването на течността от кожата преди отстраняването на индивида в незамърсена зона или атмосфера. След това жертвата се обеззаразява чрез измиване на замърсените участъци с белина и зачервяване с чиста вода, последвано от отстраняване на замърсеното облекло и по-нататъшна обеззаразяване на кожата. Когато е възможно, обеззаразяването е завършено преди пострадалото да бъде взето за по-нататъшно медицинско лечение.
Лица, за които е известно, че са били изложени на нервно вещество или които показват определени признаци или симптоми на експозиция на нервни агенти, обикновено получават антидоти атропин и пралидоксим (2-PAM), както и инжектиран седативен / антиепилептичен продукт като диазепам. В няколко държави противоотровите на нервните агенти се издават за военни служители под формата на автоинжектор като военните на САЩ Марк I NAAK.
Атропин блокира подгрупа ацетилхолинови рецептори, известни като мускаринови ацетилхолинови рецептори (mAchRs), така че натрупването на ацетилхолин, получено чрез загуба на ацетилхолинестеразната функция, има намален ефект върху техния целеви рецептор. 2-РАМ реактивира ацетилхолинестеразния ензим AChE), като по този начин обръщат ефекта на VX.

### Диагностични тестове
Етил метилфосфонова киселина. R1 = етил, R2 = метил.
Контролираните проучвания при хора показват, че минимални токсични дози причиняват 70-75% депресия на еритроцитната холинестераза в рамките на няколко часа след излагането. Серумното ниво на етил метилфосфоновата киселина (EMPA), продукт на хидролиза на VX, беше измерено, за да се потвърди експозицията при едно жертва на отравяне. Съществуват и процедури за определяне на продуктите на VX хидролиза в урината и на VX адукти към албумин в кръвта.

## История

### Откритие
Химиците Ranajit Ghosh и JF Newman откриват нервните агенти от серия V в британската фирма ICI през 1952 г., патентирайки dietil S-2-diethylaminoethyl phosphonothioate (агент VG) през ноември 1952 г. Допълнителни търговски проучвания на подобни съединения са прекратени през 1955 г. беше открита неговата смъртност за хората. САЩ започнаха производство на големи количества VX през 1961 г. в Newport Chemical Depot.
Откритието настъпва, когато химиците изследват клас от органофосфатни съединения (органофосфатни естери на заместени аминоетантиоли). Подобно на Герхард Шрадер, по-рано изследовател на органофосфатите, Ghosh установи, че те са доста ефективни пестициди. През 1954 г. ICI поставя един от тях на пазара под търговското име Amiton. Впоследствие се изтегля, тъй като е твърде токсичен за безопасна употреба. Токсичността не остана незабелязана, а проби от нея бяха изпратени на изследователското съоръжение на Британските въоръжени сили в Портън Даун за оценка. След като оценката приключи, няколко членове от този клас съединения се превръщат в нова група от нервни агенти, агентите V. Най-известният от тях вероятно е VX, който е назначен на Обединеното кралство Rainbow Code Purple Possum, а руският V-агент (VR) е близък секундар (Amiton е до голяма степен забравен като VG). Този клас съединения също понякога е известен като естери на Tammelin, след Lars-Erik Tammelin от шведския Национален изследователски институт по отбрана. Tammelin също провежда изследвания върху този клас съединения през 1952 г., но не популяризира широко работата си. Името е свиване на думите „отровен агент Х“.
Започвайки през 1959 г., армията на САЩ започва доброволно тестване на VX при хора. Д-р Ван М. Сим претърпя интравенозна инфузия на VX, за да оцени ефектите и да установи базовата линия за бъдещо експериментиране. След приблизително 3,5 часа след първоначалното въвеждане на агента, Сим внезапно стана бледо и делирен. Експериментът бе незабавно прекратен, за да запази живота си. В заключението си изследователите са изчислили, че 2,12 μg / kg VX, които се доставят интравенозно в течение на няколко часа, ще бъде максималната допустима доза и че повече ще рискуват смъртта при хора.

### Използвано като оръжие
През 1988 г. разследването на ООН установи, че Куба е отговорна за развръщането на VX срещу анголските бунтовници по време на гражданската война в Ангола. Токсиколозите на ООН получиха микроелементи от VX от почвени, водни и растителни проби, взети от райони, където кубински войски извършиха контра-бунтовнически операции. Пациентите, демонстриращи симптоми на експозиция на нервни агенти, първо започнаха да се появяват в анголските болници около 1984 г.
Съществуват доказателства за комбинация от химични агенти, използвани от Ирак срещу кюрдите при химическата атака срещу Халабджа през 1988 г. по време на Саддам Хюсеин, включително VX. Хюсеин по-късно свидетелства пред UNSCOM, че Ирак е изследвал VX, но не е успял да оръжие агента поради неуспеха на производството. След като САЩ и съюзническите сили нахлуха в Ирак, не бяха намерени агенти на VX или производствени мощности. Въпреки това, лабораториите на UNSCOM откриха следи от VX върху остатъците от бойни глави.
През декември 1994 г. и януари 1995 г. Masami Tsuchiya от Aum Shinrikyo синтезира 100 до 200 грама (3.5 до 7.1 oz) от VX, който се използва за нападение на трима души. Двама души бяха ранени и един 28-годишен мъж умря, който беше първата жертва на VX, която някога е документирана в света по онова време. Жертвата на VX, за която Шоко Асахара беше подозирала, че е шпионин, бе атакувана в 7:00 сутринта на 12 декември 1994 г. на улицата в Осака от Томомицу Нимими и друг член на АУМ, който поръсил нервния агент на врата му. Той ги е преследвал на около 90 метра (100 метра), преди да се срути, умирайки 10 дни по-късно, без изобщо да излиза от дълбока кома. Лекарите в болницата подозираха, че е бил отровен с органофосфатен пестицид, но причината за смъртта е била задържана само след като членовете на култовете бяха арестувани за нападението на метрото, признато за убийството. Метаболити на VX, като етил метилфосфонат, метилфосфонова киселина и диизопропил-2- (метилтио) етиламин, са открити по-късно в проби от кръвта на жертвата седем месеца след убийството. За разлика от случаите на газ за сарин (инцидентът в Мацумото и атаката срещу метрото в Токио), VX не се използва за масово убийство.
На 13 февруари 2017 г. Ким Йонг-нам, полубрат на севернокорейския лидер Ким Чон-он, почина след атентат в международното летище Куала Лумпур в Малайзия. Според властите той е бил убит от отравяне с VX, което е намерено на лицето му. [39] Освен това властите съобщиха, че една от жените, заподозрени в прилагането на нервен агент, е имала някои физически симптоми на отравяне с VX. [41] Директорът на изследователска програма за неразпространение в Middlebury Institute of International Studies в Монтерей заяви, че изпаренията на VX биха убили предполагаемите нападатели, дори ако носеха ръкавици, което предполага, че VX е бил приложен като два несмъртоносни компонента, се смесват, за да формират VX само на лицето на жертвата.

### Складове в световен мащаб
Някои страни, за които е известно, че притежават VX, са Съединените щати, Обединеното кралство, Русия, Северна Корея, Израел, Сирия. Суданската фармацевтична фабрика, фармацевтичната фабрика Ал Шифа, бе бомбардирана от САЩ през 1998 г., действайки въз основа на информацията, че произвежда VX и че произходът на агента е свързан както с Ирак, така и с Ал Кайда. САЩ са получили почвени проби, идентифицирани като съдържащи О-етил водород метилфосфонотиоат (EMPTA), химично вещество, използвано в производството на VX, което може да има търговски приложения. Специалистите по химически оръжия по-късно предполагат, че широко използваният фонофос органофосфатен инсектицид би могъл да се обърка с EMPTA. През 80-те години Куба получи VX и я разгърна по време на продължителната военна намеса в Ангола.
През 1969 г. правителството на САЩ отмени програмите си за химическо оръжие, забрани производството на VX в Съединените щати и започна разрушаването на своите запаси от агенти по различни методи. Ранното изхвърляне включваше програмата CHASE на САЩ (Cut Holes and Sink 'Em), в която старите кораби бяха пълни със запаси от химическо оръжие и след това изхвърлени. CHASE 8 се проведе на 15 юни 1967 г., в който параходът Cpl. Ерик Гибсън е бил напълнен с ракети от 7380 VX и е изхвърлен на 2200 м (7200 фута) вода край брега на Атлантик Сити, Ню Джърси. Изгарянето се използва за унищожаване на запаси от VX, като се започне през 1990 г. със системата за отстраняване на химически агент Johnston Atoll в Северния Тихи океан с други инсталации за изгаряне, следвани от Deseret Chemical Depot, Pine Bluff Arsenal, Umatilla Chemical Depot и Anniston Army Depot. на 24 декември 2008 г.

#### Елиминиране на запасите
В световен мащаб унищожаването на VX продължава от 1997 г. насам по силата на мандата на Конвенцията за химическите оръжия. Когато Конвенцията влезе в сила, страните декларират световни запаси от 19 586 тона (21 590 къси тона) от VX. Към декември 2015 г. 98% от запасите бяха унищожени.
През фискалната 2008 г. Министерството на отбраната на САЩ публикува проучване, според което Съединените щати са дъмпирали най-малко 112 тона VX в Атлантическия океан край бреговете Ню Йорк / Ню Джърси и Флорида между 1969 и 1970 г. Този материал се състоеше от почти 22 000 ракети M55, 19 контейнера за насипни товари, всяка от които имаше 640 кг (1400 кг) и един химически мини M23
Уикиновините имат свързани новини:
    Съединените щати започват да тестват оборудването за разрушаване на голям запас от нервни газове на VX
Тестът за изхвърляне на нервни газове от САЩ VX е успешен.
В Newport Chemical Depot започна елиминирането на VX stockpile, като се използва химическа неутрализация през 2005 г. VX се хидролизира до много по-малко токсични странични продукти чрез използване на концентриран разтвор на каустик и получените отпадъци след това се транспортират извън площадката за по-нататъшна обработка. Техническите и политическите проблеми, свързани с този вторичен страничен продукт, доведоха до закъснения, но депото приключи с унищожаването на VX stockpile през август 2008 г.
Оставащият запас на VX в САЩ ще бъде третиран от пилотния цех на Blue Grass Chemical Agent-Destruction Pilot в Кентъки, част от Програмата на изпълнителната власт, Сглобяеми алтернативи на химическите оръжия. Програмата е създадена като алтернатива на процеса на изгаряне, използван успешно от Агенцията за химически материали на армията, която приключи дейностите си за унищожаване на запасите през март 2012 г. Пилотната инсталация на „Синята трева“ беше измъчвана от повтарящи се разходи по излитане и отклонения в графика от самото начало.
В Русия САЩ оказват подкрепа за тези дейности по унищожаване с инициативата за глобално сътрудничество Nunn-Lugar. Инициативата успя да превърне бившето депо за химически оръжия в Шчухе, Курганска област, в съоръжение за унищожаване на тези химически оръжия. Новият обект, открит през май 2009 г., работи върху елиминирането на близо 5400 тона (5950 къси тона) нервни агенти, съхранявани в бившия комплекс за съхранение. Това съоръжение обаче държи около 14% от руското химическо оръжие, което се съхранява на седем обекта.

## В популярната култура
- Едно от най-известните препратки към VX в популярната култура е използването му във филма The Rock (1996), който се фокусира върху заплаха от нападение срещу Сан Франциско от остров Алкатраз. Филмът използва артистичен лиценз, по-специално с VX, който му приписва корозивни сили, които не притежава, позволявайки ранна сцена, в която жертва на VX се показва с разтваряне на лицето, вместо да умре чрез задушаване. Той също така показва героя, който прилага интракардиално инжектиране на атропин като защита срещу VX замърсяване, а не по-обичайната интрамускулна инжекция (например в бедрото) на комбинация от атропин и пралидоксим.
- По време на Ден 5 на драмата „ФОКС“ 24, измислената разузнавателна агенция на CTU, е била инфилтрирана от терорист с флакон VX нервен газ, който убива почти половината от персонала, което води до усвояването на CTU в националната сигурност.
- В Би Би Си Една шпионска драма „Спаукс“, епизодът с име I Spy Apocalypse (Серия 2, Епизод 5) съдържа EERE (Extreme Emergency Response Exercise). Известно е, че е взривена мръсна бомба в Площада на Парламента и по-късно в района на Морнингейд в Единбург. Бомбата е потвърдена, че е разпръснала VX в количества, които надвишават смъртоносната доза в голяма част от югоизточната част на Англия. По-късно е установено, че аварията е добре изградено и правдоподобно упражнение, предназначено да тества служителите на МИ5 до техните граници.
- В CBS научно-базираната драма телевизионна серия Eleventh Hour, епизод на име Subway (Епизод 16); Д-р Худ, научен съветник на ФБР, е призован да определи причината за отровен клъстер, който убива хора във Филаделфия
- VX агентът е включен в телевизионната серия Modern Channels на историческия канал в епизода Deadliest Weapons (сезон 11, епизод 10)

## Първа помощ при отравяне
Когато се забележат първите симптоми на отравяне трябва да се приложи антидота от личния противохимичен пакет. Ако липсва противоотровата е много вероятно жертвата да не оцелее. Смъртта обикновено настъпва до 2 минути след контакт с химикала. При контакт с кожата първите симптоми се забелязват от 4 до 18 часа след контакта.
Отравянията с VX са най-чести там където е произвеждан или складиран, и най-често по небрежност при работата с него.

## Неутрализиране
В случай на инцидент с VX главният начин за неутрализиране е с противоотрова или чрез топлинно неутрализиране, чрез напалм. Натриевия хидроксид (NaOH) също може да бъде използван, но има опасност да се образува EA 2192 – съединение, което е с почти същата токсичност, като тази на VX.
Използват се полидегазиращи рецептури. РПК- разтвор полидегазиращ карбитолов, има го в ИЗП-3. РПА- разтвор полидегазиращ аминоалкохолатен, намира се в КИД-6.